# Theo Trebs

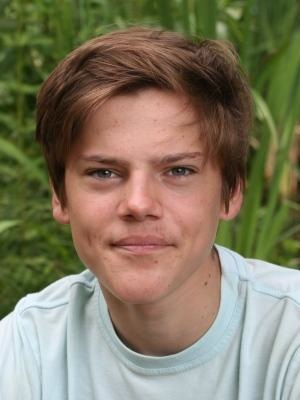
Theo Trebs im Juli 2010

Theo Trebs (* 6. September 1994 in Berlin) ist ein deutscher Schauspieler.

## Leben
Trebs wuchs in einer Familie mit fünf Kindern auf. Seine Geschwister Enno Trebs, Lilli Trebs, Nele Trebs und Pepe Trebs sind ebenfalls deutsche Nachwuchsschauspieler, mit denen er auch zusammenarbeitet. Sie werden in der Agentur ihrer Mutter Dorothea Trebs betreut.
Trebs war in den Jahren 2009 und 2010 in den Filmen Rammbock, Hexe Lilli – Der Drache und das magische Buch und Krupp – Eine deutsche Familie (als Alfried Krupp im Alter von 10 bis 13 Jahren) zu sehen. In dem preisgekrönten Film Das weiße Band – Eine deutsche Kindergeschichte spielte er Ferdinand, den Sohn des Verwalters.
Im April 2011 wurde Trebs mit dem Nachwuchspreis „New Faces Award“ der Zeitschrift Bunte ausgezeichnet. Im März 2012 wurde er bei den Young Artist Awards 2012 für seine Rolle in Der ganz große Traum für einen Award in der Kategorie Beste Darstellung in einem internationalen Spielfilm nominiert.
Nach seinem Abitur absolvierte er bis 2018 das Schauspielstudium an der Hochschule für Schauspielkunst „Ernst Busch“ in Berlin. Neben Filmproduktionen wie Die Freibadclique (2017) tritt er seither auch in Theaterproduktionen auf. Er gastierte am Maxim Gorki Theater und an der Berliner Volksbühne. Seit 2019 gehört er zum festen Ensemble der Berliner Volksbühne.
In der 10. Staffel der ZDF-Krimiserie Ein Fall für zwei (2024) war Trebs in einer Episodenhauptrolle als tatverdächtiger Musikstudent und Fahrradkurier Felix Glauberger zu sehen.

## Filmografie (Auswahl)
- 2006: Die kleine Benimmschule 2 (Lehrfilm)
- 2009: Hexe Lilli – Der Drache und das magische Buch
- 2009: Krupp – Eine deutsche Familie
- 2009: Das weiße Band – Eine deutsche Kindergeschichte
- 2010: Rammbock
- 2010: Prinz und Bottel (Fernsehfilm)
- 2010: Inspektor Barbarotti: Mensch ohne Hund
- 2011: Der ganz große Traum
- 2012: Tatort: Der Wald steht schwarz und schweiget
- 2012: Tatort: Fette Hunde
- 2012: Oh Boy
- 2013: BlitzBlank (Fernsehfilm)
- 2013: Heiter bis tödlich: Akte Ex (Folge: Auf Entzug)
- 2013: Das Mädchen mit den Schwefelhölzern
- 2015: Morden im Norden (Folge: Ausgekocht)
- 2015:  Tatort: Das Muli
- 2015: Abschussfahrt
- 2017: Zweibettzimmer
- 2017: Die Freibadclique
- 2018: Meine teuflisch gute Freundin
- 2019: Walpurgisnacht – Die Mädchen und der Tod (Fernsehfilm)
- 2020: Ein Fisch, der auf dem Rücken schwimmt
- 2021: Tatort: Der Reiz des Bösen
- 2021: Tatort: Dreams
- 2023: Der Greif (Fernsehserie)
- 2024: Ein Fall für zwei (Folge: Die letzte Lieferung)
- 2025: Fall for Me